# Памятники Харькова
В современном Харькове установлено довольно большое количество памятников, мемориалов, памятных знаков, скульптурных групп и композиций.

## Из истории городской скульптуры Харькова
Первым памятником Харькова был верстовой каменный столб на Павловской площади
Самые старые образцы городской скульптуры Харькова, сохранившиеся на сегодняшний день, в частности памятник В. Н. Каразину (1905) и бюст Н. В. Гоголя (1909), относятся к периоду Российской Империи (до 1917 года).

Памятник Тарасу Шевченко — один из символов Харькова

Харьков известен как город, который несёт славную традицию увековечивания в камне и бронзе великого украинского поэта Тараса Шевченко. Памятник был установлен в городе ещё в 1898 году, по мнению многих исследователей, став первым на территории Украины. Инициатором создания памятника была известная семья Алчевских, однако уже в 1901 году, перед 40-летием со дня смерти Т. Шевченко, памятник был демонтирован, так как официального разрешения на его установку никогда не было. Также была попытка установить бюст Шевченко в 1919 году. Через 10 лет, когда Харьков уже был столицей УССР, был объявлен международный конкурс на определение лучшего проекта памятника Тараса Шевченко в Харькове. Процесс определения победителя и создания памятника затянулся до 1935 года. Памятник Тарасу Шевченко в Харькове, творение советского скульптора М. Г. Манизера, стал настоящим шедевром советского монументального искусства.
Статус Харькова как первой столицы Советской Украины (с декабря 1919 по июнь 1934 года), а значит и функционирование в городе всех республиканских органов власти, повлиял на сооружение тогда же и в более поздний период большого количества памятников революционерам и советским государственным деятелям. Многие из них были демонтированы после принятия на Украине закона о запрете коммунистической символики.
В Харькове, как главном центре Слобожанщины, жили и творили немало деятелей украинской культуры. Многим из них посвящены памятные знаки, появившиеся в годы независимости Украины.
В городе достойно увековечены подвиги советских солдат и гражданского населения в годы Великой Отечественной войны.
Особенно много памятников, бюстов и мемориальных досок установлено в городе в честь харьковских учёных и их научных открытий.
В 2004 году Харьков отпраздновал 350-летие своего основания, к этой дате было приурочено открытие памятников, ставших украшениями города. Некоторые из них были подарками других архитекторов и городов. Так, известный российский скульптор Зураб Церетели подарил Харькову памятник легендарному основателю города — казаку Харько, город Киев подарил Харькову фигуру Архистратига Михаила, город Алчевск — бюст Алексея Кирилловича Алчевского.
Также в последние два десятилетия нашли своё отображение в новых памятниках и мемориалах и трагические события национальной истории — Война в Афганистане (1979—1989), Чернобыльськая катастрофа (1986), Российско-украинская война (2014-)
В 2000-е годы нашли своё воплощение в Харькове мировые тенденции в создании оригинальных и необычных памятников, в том числе литературным и киноперсонажам. Недавно[когда?] в городе появились скульптуры, которые изображают героев романа «Двенадцать стульев» Ильфа и Петрова, футбольный мяч, памятник влюблённым.
Многие монументы и мемориалы в городе были повреждены или уничтожены в ходе Вторжения России на Украину.

## Перечень памятников Харькова
| Название                                                                                               | Год установки          | Расположение | Фото                                                                                                   | Краткие сведения |
| 200-летию Харьковской Епархии, памятный крест                                                          | 1999                   | на территории Покровского монастыря                                                                                                 | Памятник 200-летию Харьковской Епархии                                                                 | Памятный крест в честь 200-летия образования Харьковской Епархии был освящён Митрополитом Владимиром на территории Покровского монастыря 3 октября 1999 года. |
| 50-й параллели, памятный знак                                                                          | 2010                   | в начале Сада им. Т. Г. Шевченко, со стороны ул. Сумской и Оперного театра                                                          | Памятник 50-й параллели                                                                                | Открыт 9 октября 2010 года. Памятник представляет собой двадцать бронзовых и медных табличек с надписью «50-я параллель», которые расположены на аллее в виде прерывистой линии. В центре установлен выпуклый бронзовый круг с изображением земного шара и указанием некоторых крупнейших городов мира (Москва, Рим, Иерусалим, Париж, Дубай и Дели), и расстояния от них до Харькова. |
| Александру (Петровскому), архиепископу Харьковскому                                                    | 2010                   | Александровский (бывш. Косиора) просп., 162-а                                                                                       | Памятник Архиепископу Александру                                                                       | Памятник священномученику Александру (Петровскому), архиепископу Харьковскому, установлен возле храма его имени на Свято-Александровской площади. Автор памятника — скульптор Анна Иванова. |
| Алексею Алчевскому, бюст                                                                               | 2004                   | напротив ГУ МВД в сквере Победы | Памятник Алчевскому                                                                                    | Установлен 23 августа 2004 года. Памятник был подарен городом Алчевском к празднованию 350-летия со дня основания Харькова. Расположен на пересечении улиц Чернышевской и Жён Мироносиц (бывш. Совнаркомовской), недалеко от здания ГУ МВД (бывший особняк Алчевских). |
| Андрею Первозванному                                                                                   | 2013                   | сквер Стрелка | Памятник апостолу Андрею, Харьков                                                                      | Памятник апостолу Андрею торжественно открыт в сквере Стрелка на пересечении рек Лопань и Харьков 18 июля 2013 года к 1025-летию крещения Руси. Авторы памятника — скульпторы Александр Ридный и Анна Иванова. Основание памятника, круг из светлого и серого гранита, символизируют Андреевский крест. На постаменте установлена табличка с надписью «Благослови, Господи, землю сию». |
| Архиепископу Луке                                                                                      |                        | в нише стены дома на ул. Воробьёва, 4                                                                                               | Памятник Архиепископу Луке, Харьков                                                                    | Скульптура выдающегося хирурга, доктора медицинских наук, архиепископа Луки (Войно-Ясенецкого) установлена в нише здания клиники «Доктор Алекс» по ул. Воробьёва 4, со стороны переулка Воробьёва. Архиепископ Лука считается покровителем медицинских и социальных работников. |
| Багалею Дмитрию                                                                                        | 2010                   | просп. Науки (бывш. Ленина), 2 | Памятник Дмитрию Багалею                                                                               | Памятник историку, общественному и политическому деятелю Дмитрию Багалею был открыт 17 ноября 2010 года напротив входа в Северный корпус Харьковского национального университета им. В. Н. Каразина. Авторы памятника — скульпторы Александр Ридный и Анна Иванова. |
| Барабашову Николаю, бюст                                                                               | 2008                   | ул. Сумская, 35 | Памятник Николаю Барабашову                                                                            | Памятник выдающемуся астроному, академику Николаю Барабашову, установлен возле входа в музей НИИ астрономии Харьковского университета им. В. Н. Каразина на территории астрономической обсерватории. |
| Бекетову Алексею                                                                                       | 2007                   | напротив центрального входа в Харьковский государственный технический университет строительства и архитектуры (ул. Сумская, 40)     | Памятник Архитектору Бекетову                                                                          | Памятник выдающемуся архитектору и педагогу, заслуженному деятелю искусств УССР (1941) А. М. Бекетову был торжественно открыт 22 августа 2007 года. Авторы — скульптор Сейфаддин Гурбанов и архитектор Юрий Шкодовский. На церемонии открытия присутствовал также внук архитектора Фёдор Рофе-Бекетов. |
| Бекетову Алексею                                                                                       | 2016                   | напротив входа в Харьковскую академию городского хозяйства (ул. Черноглазовская (бывш. Маршала Бажанова), 17)                       | Памятник Архитектору Бекетову                                                                          | Второй в Харькове памятник архитектору Алексею Бекетову был открыт 30 августа 2016 года у входа в Харьковскую академию городского хозяйства. Авторы — скульптор Александр Ридный и Анна Иванова. |
| Бернесу, Марку                                                                                         | 2019                   | в Саду им. Т. Г. Шевченко | Памятник Марку Бернесу, Харьков                                                                        | Памятник советскому актёру и певцу Марку Бернесу был установлен в Саду им. Т. Г. Шевченко в августе 2019 г. Авторами скульптурной композиции стали Катиб Мамедов и Татьяна Поливанова. Марк Бернес изображён на лавочке с граммофоном и орнаментом из нот, у его ног лежит собака. В Харькове Марк Бернес проживал с 1917 по 1929 гг. |
| Бокариусу Николаю                                                                                      | 2019                   | ул. Золочевская, 8А | Памятник Николаю Бокариусу                                                                             | Памятник одному из основателей советской судебной медицины и криминалистики Николаю Бокариусу, был установлен 19 апреля 2019 г. возле входа в Харьковский научно-исследовательский институт судебных экспертиз. Автор скульптуры — Катиб Мамедов. |
| Британский танк Mk.V                                                                                   | 1938                   | на площади Конституции | Памятник гражданской войне 1918—1922 гг, британский танк Mk.V                                          | Английский танк Mark V, установленный в качестве памятника Гражданской войне в Харькове в 1938 году. В 2012 году в рамках реконструкции площади Конституции танк был отреставрирован на Харьковском бронетанковом ремонтном заводе. 7 мая 2013 года установлен слева от здания Исторического музея. |
| Быкову Леониду                                                                                         | 2019                   | в Саду им. Т. Г. Шевченко | Памятник Леониду Быкову, Харьков                                                                       | Памятник советскому актёру, кинорежиссёру и сценаристу Леониду Быкову был установлен в Саду им. Т. Г. Шевченко в августе 2019 г. Леонид Быков учился на актёрском факультете Харьковского театрального института с 1947 по 1951 гг. В 1951—1960 годах был актёром театра имени Т. Г. Шевченко. Леонид Быков изображён в образе Маэстро из фильма «В бой идут одни старики», у его ног можно увидеть трубу, а на фуражке сидит кузнечик — отсылка к другому персонажу из фильма, лейтенанту Александрову. Автор скульптуры — Катиб Мамедов. |
| В честь провозглашения государственного суверенитета Украины, камень на месте будущего памятного знака | 1990                   | в Саду им. Т. Г. Шевченко | | Камень с надписью «В честь самоопределения украинской нации» с флагом Украины был установлен 28 июля 1990 года в честь принятия Декларации о государственном суверенитете Украины. |
| Велосипедисту                                                                                          | 2012                   | на Харьковском (бывш. Белгородском) шоссе                                                                                           | Памятник Велосипедисту, Харьков                                                                        | Инициатива создания памятника, открытого 21 августа 2012 года, принадлежит Федерации велосипедистов Харьковской области. Монумент расположен на Харьковском (бывш. Белгородском) шоссе, в 500 м южнее Мемориала Славы. В этом месте находится одна из самых популярных харьковских велодорожек. Автор памятника, выполненного из композитных полиэфирных материалов — скульптор Александр Ридный. |
| Вернадскому Владимиру                                                                                  | 2019                   | в Саду им. Т. Г. Шевченко | Памятник Владимиру Вернадскому, Харьков                                                                | Памятник учёному, естествоиспытателю, академику Владимиру Вернадскому был установлен в Саду им. Т. Г. Шевченко в августе 2019 г. Владимир Вернадский, один из основателей и первый президент Украинской академии наук, проживал в Харькове с 1868 по 1876 гг., где учился в Харьковской классической гимназии. Автор скульптурной композиции — скульпторы Александр Ридный и Анна Иванова. По словам создателей, Академик Вернадский любил готовить, поэтому он изображён в процессе приготовления борща рядом с кастрюлей, плиткой и собакой, которая ловит лакомство. |
| Влюблённым, скульптурная композиция                                                                    | 2003                   | на площади Архитекторов | Пам’ятник закоханим                                                                                    | В 2002 году был проведён конкурс на эскизный проект памятника влюблённым. Лучшей была признана работа Харьковской государственной академии дизайна и искусств Дмитрия Иванченко. Памятник был торжественно открыт 24 апреля 2003 года. В 2009 году памятник был перекрашен в золотистый цвет, а вокруг него был построен фонтан. |
| Водопроводчику                                                                                         | 1985                   | ул. Конторская (бывш. Краснооктябрьская), 90                                                                                        | Памятник водопроводчику, Харьков                                                                       | Памятник водопроводчику находится возле фонтана напротив здания управления КП «Харьковводоканал» на ул. Конторской, 90. Скульптор — Сергей Ястребов. На памятнике установлены таблички с надписью «В память революционных, боевых и трудовых традиций харьковских водопроводчиков» и стихами украинского поэта Ю. Стадниченко о воде. |
| Водопроводчику, бюст                                                                                   | 2021                   | пл. Свободы (круглый сквер) | | Памятник водопроводчику, который выбирается из открытого люка, был установлен 22 августа 2021 года на территории аллеи у круглого сквера в центре площади Свободы. Памятник установлен ко 140-летию харьковского водопровода, который был запущен 17 июня 1881 года. |
| Воинам 17 стрелковой бригады НКВД                                                                      | 1973                   | на пересечении ул. Бригады Хартия (бывш. Рыбалко) и бульв. Богдана Хмельницкого                                                     | | Памятник воинам 17 стрелковой бригады НКВД, которыми командовал Иван Танкопий. Установлен на братской могиле, в которой похоронены 82 воина этой бригады. В 2012 году была проведена реконструкция всего комплекса. |
| Воинам-освободителям Харькова, памятный знак                                                           | 1973                   | на пересечении просп. Героев Харькова (бывш. Московского) и ул. Харьковских дивизий                                                 | Памятный знак воинам-освободителям Харькова                                                            | Памятный знак-стела в виде звезды с барельефом воина был установлен в 30-ю годовщину освобождения города от немецко-фашистских захватчиков 23 августа 1973 года. Автор — скульптор С. Я. Якубович. |
| Харьковчанам, погибшим в Афганистане и от российской агрессии                                          | 1997                   | в сквере возле станции метро «Научная»                                                                                              | Памятник харьковчанам, которые погибли в Афганистане и от российской агрессии                          | Памятник в виде 8-метровой бетонной стелы, звезды из чёрного гранита, рассечённой крестом, окружённой гранитной стеной, на которой высечены имена погибших воинов. Монумент работы харьковского скульптора Андрея Угланова торжественно открыт 22 августа 1997 года в сквере возле станции метро «Научная». |
| Воину-освободителю                                                                                     | 1981                   | на пересечении просп. Науки (бывш. Ленина) и ул. 23 Августа                                                                         | Памятный знак воинам-освободителям Харькова                                                            | Памятник воину-освободителю был установлен в 1981 году. Авторы — скульпторы С. И. Ястребов и Я. Й. Рык; архитекторы Э. Ю. Черкасов, А. А. Максименко, Е. А. Святченко. |
| Воробьёву Владимиру, бюст                                                                              | 2000                   | просп. Науки (бывш. Ленина), 4, на территории Харьковского национального медицинского университета                                  | Памятник Владимиру Воробьёву                                                                           | Памятник анатому академику Владимиру Воробьёву открыт 6 октября 2000 года на территории Харьковского национального медицинского университета, где работал учёный. Памятник установлен университетом кв честь 125-летия со дня рождения учёного. Скульптор — В. Литвинов. |
| Выпускникам артиллерийских спецшкол                                                                    | 1973                   | на пер. Малопанасовском, 1 | Памятник Выпускникам артиллерийских спецшкол                                                           | Памятный знак выпускникам 14 и 15 специальных артиллерийских школ города Харькова, которые погибли в годы Великой Отечественной войны. Архитектор Гурова Л. В., Сиромятников В. М. |
| Высоцкому Владимиру                                                                                    | 2013                   | просп. Петра Григоренко (бывш. Маршала Жукова), 2                                                                                   | Памятник Владимиру Высоцкому (Дворец Спорта)                                                           | Второй в городе памятник Владимиру Высоцкому открыт 21 августа 2013 года возле Дворца Спорта на проспекте Петра Григоренко, где в 1978 году певец дал свой единственный харьковский концерт. Памятник входит в спортивно-мемориальный комплекс «Вертикаль» и расположен рядом с открытым скалодромом. Своему названию комплекс обязан одноимённому фильму, где Владимир Высоцкий сыграл одну из главных ролей. В церемонии открытия принимал участие сын певца, Никита Высоцкий. Автор памятника — скульптор Александр Демченко. |
| Гагарину Юрию, бюст                                                                                    | 1974                   | на территории ХАИ | Памятник Юрию Гагарину                                                                                 | Бюст космонавтa Юрию Гагарину был установлен в 1974 году. на территории Харьковского авиационного института напротив здания Факультета авиационных двигателей. |
| Газовой задвижке                                                                                       | 2003                   | ул. Культуры, 20а | Памятник газовой задвижке                                                                              | Памятник газовой задвижке находится возле здания Управления магистральных газопроводов «Харьковтрансгаз» на ул. Культуры, 20а. Памятник представляет собой пробковый кран, который использовался с 1956 года на нулевом километре магистрального газопровода Шебелинского месторождения. Установлен в 2003 году как «символ нерушимости славных традиций и трудовых свершений» предприятия. |
| Гвардейцам-танкистам                                                                                   |                        | на ул. Полтавский шлях, 192 | Памятник гвардейцам-танкистам                                                                          | Танк Т-34 установлен в честь гвардейцев-танкистов напротив Харьковского гвардейского высшего танкового командного училища. |
| «Героям, которые сложили голову за независимость и свободу Украины»                                    | 1957                   | на ул. Университетской в сквере Вечный огонь, напротив Успенского собора                                                            | Памятник борцам Октябрьской революции                                                                  | Памятник, который изначально был посвящён Борцам Октябрьской революции, был открыт 6 ноября 1957 года к 40-й годовщине Октябрьской революции на месте разрушенного Дома Красной армии. 12 июля 1958 года к 40-летию Коммунистической партии УССР перед памятником был зажжён вечный огонь. Архитектор — Л. В. Гурова. Материал — полированный красный гранит и бронза. 9 мая 2015 г., после принятия на Украине закона о запрете коммунистической символики, монумент переделали на новую концепцию - на памятнике была заменена первоначальная табличка с упоминанием павших за власть Советов, на табличку «Героям, которые сложили голову за независимость и свободу Украины».                                                                                           |
| «Героям, павшим при освобождении Харькова»                                                             | 1965                   | просп. Героев Харькова (бывш. Московский), 299                                                                                      | Памятник «Героям, павшим при освобождении Харькова»                                                    | Памятник героям, павшим при освобождении Харькова, установлен в небольшом сквере у автостанции возле станции метро «Индустриальная» (бывш. Пролетарская) в 1965 году. Автор памятника — Корольков Б. П. В братской могиле похоронено 80 воинов, погибших в боях за Харьков в 1943 году. |
| «Героям Чернобыля»                                                                                     | 2006                   | возле ул. Метростроителей, 17 | Памятник Героям Чернобыля                                                                              | Памятник героям Чернобыля установлен в небольшом сквере недалеко от 10-й городской поликлиники, где получают медицинскую помощь около 400 ликвидаторов. Автор памятника — Сейфаддин Гурбанов, его основным замыслом было изображение не человека, а крика о помощи. По словам автора, эта идея пришла ему в голову во время разговора с чернобыльцем. |
| Гиршману Леонарду                                                                                      | 2009                   | ул. Олеся Гончара, 5, на территории Харьковской 14-й городской офтальмологической клиники                                           | Памятник Леонарду Гиршману                                                                             | Памятник выдающемуся учёному-офтальмологу профессору Л. Л. Гиршману был торжественно открыт 9 октября 2009 года и приурочен к 100-летнему юбилею старейшей глазной клиники на Украине в городе Харькове. Авторы — скульптор А. Н. Демченко и архитектор В. И. Лившиц. Изготовление и установка памятника была осуществлена на благотворительные средства. |
| Гоголю Николаю, бюст                                                                                   | 1909                   | в сквере на Театральной площади | Памятник Николаю Гоголю                                                                                | Памятник писателю Н. В. Гоголю установлен в 1909 году. Автор памятника — скульптор Б. Эдуардс. |
| Горскому Константину, бюст                                                                             | 2009                   | при входе в кафедральный собор Успения Пресвятой Девы Марии                                                                         | Памятник Константину Горскому, Харьков                                                                 | Бюст выдающемуся польскому композитору Константину Горскому, который жил и творил в Харькове с 1890 по 1919 гг., установлен при входе в собор Успения Пресвятой Девы Марии в 2009 году, в честь 150-летия со дня рождения композитора. |
| Грабовскому Павлу, бюст                                                                                | 1996                   | ул. Семинарская (бывш. Володарского), 46                                                                                            | Памятник Павлу Грабовскому, Харьков                                                                    | Памятник украинскому писателю Грабовскому Павлу Арсеньевичу был открыт 13 декабря 1996 года на территории Харьковского университета Воздушных Сил имени Ивана Кожедуба. Авторы памятника — скульптор О. Фоменко и архитектор Н. Фоменко. |
| Гулак-Артемовскому Петру                                                                               | 2017                   | в Саду им. Т. Г. Шевченко | Памятник Гулаку-Артемовскому                                                                           | Памятник ректору Императорского Харьковского университета, педагогу и писателю Петру Гулак-Артемовскому установлен в Саду им. Т. Г. Шевченко напротив здания главного корпуса Харьковского национального университета им. В. Н. Каразина. Памятник был открыт 17 ноября 2017 г., авторы проекта — Александр Ридный и Сергей Чечельницкий. |
| Гурченко Людмиле                                                                                       | 2018                   | ул. Тринклера, 6 | Памятник Людмиле Гурченко                                                                              | Памятник уроженке Харькова, актрисе Людмиле Гурченко был открыт 19 июля 2018 г. в сквере у областной стоматологической поликлиники (ул. Тринклера, 6). Скульптурная группа изображает как саму актрису, так и 15 персонажей из 6 фильмов с её участием. Высота монумента — 7.5 м. Автор скульптуры — Катиб Мамедов. |
| Гянджеви Низами                                                                                        | 2021                   | пл. Оборонный Вал (бывш. Фейербаха), 16                                                                                             | | Памятник классику персидской поэзии, Низами Гянджеви, был открыт 15 сентября 2021 г. в сквере на пл. Фейербаха, 16. Монумент установили при поддержке посольства Азербайджана в честь 880-й годовщины со дня рождения поэта. Мыслитель особо почитается в Азербайджане, на территории которого он родился. Автор памятника — скульптор Катиб Мамедов. |
| Дворнику                                                                                               | 2019                   | пл. Конституции, 2/2 | Памятник дворнику, Харьков                                                                             | Памятник дворнику был установлен 23 августа 2019 г. во дворе Дома со шпилем по пл. Конституции, 2/2. |
| Детям, погибшим в результате вооружённой агрессии РФ                                                   | 2023                   | ул. Сумская, 37 | | Памятник детям, погибшим в результате вооружённой агрессии РФ, установлен рядом со зданием Харьковского областного дворца детского и юношеского творчества. Скульптор — Михаил Ятченко. Памятник был открыт первой леди Украины Еленой Зеленской 4 июня 2023 г. и представляет собой две фигуры детей, взлетающих в небо на фоне гранитного камня, олицетворяющего взрыв. |
| Добродецкому Анатолию, бюст                                                                            | 2005                   | в сквере им. Добродецкого, на ул. Новый быт                                                                                         | | Памятник летчику Анатолию Добродецкому был установлен в сквере на ул. Новый быт в 2005 году, в честь 60-летия Победы. |
| Дробицкий Яр, мемориал                                                                                 | 2002                   | в конце просп. Героев Харькова (бывш. Московского)                                                                                  | Мемориал «Дробицкий Яр»                                                                                | Мемориальный комплекс «Дробицкий Яр» построен на месте массовых расстрелов населения в годы Великой Отечественной войны. Строительство комплекса продолжалось с начала 1990-х, а его торжественное открытие состоялось 13 декабря 2002 года при участии президента Украины Леонида Кучмы. Мемориал был серьёзно повреждён в результате обстрела российскими войсками 26 марта 2022 года. |
| Дунаевскому Исааку и Шульженко Клавдии                                                                 | 2019                   | в Саду им. Т. Г. Шевченко | Памятник Исааку Дунаевскому и Клавдии Шульженко, Харьков                                               | Скульптурная композиция с композитором Исааком Дунаевским и харьковской певицей Клавдией Шульженко была установлена в Саду им. Т. Г. Шевченко в августе 2019 г. Автор скульптур — Катиб Мамедов. Дунаевский, уроженец Полтавщины, в Харькове проживал с 1910 по 1924 гг., здесь он окончил музыкальное училище, консерваторию, работал скрипачом в оркестре, концертмейстером, композитором и дирижёром в театре. Согласно сведениям на табличке, Исаак Дунавевский познакомился с Клавдией Шульженко в 1923 г. в Харьковском театре драмы. Под аккомпанемент композитора она исполняла свои песни, что и изображено в скульптурной композиции. |
| Железнодорожникам                                                                                      | 1984                   | в Карповском саду, на ул. Карповская, 29                                                                                            | Паровоз-памятник                                                                                       | Паровоз ФД20-2238, который участвовал в Великой Отечественной войне, был пригнан своим ходом в 1984 году. Он установлен около колеи подъезда с южной стороны к вокзалу Харьков-Пассажирский. |
| Жертвам геноцида армянского народа                                                                     | 2015                   | ул. Шевченко, 144 | Памятник Жертвам геноцида армянского народа                                                            | Памятник Жертвам геноцида армянского народа был открыт на территории храма Армянской апостольской церкви Святого Воскресения 24 апреля 2015 года к 100-летию трагедии геноцида армян. |
| Жертвам Голодомора, мемориал                                                                           | 2008                   | территориально за городом — в селе Черкасская Лозовая Дергачёвского района                                                          | Мемориал Жертвам Голодомора в Харькове                                                                 | Мемориальный комплекс памяти Жертв Голодомора был торжественно открыт 19 ноября 2008 года при участии Президента Украины В. А. Ющенко). Автор — А. М. Ридный. |
| Жертвам Голодомора, памятный крест                                                                     | 1989                   | в Молодёжном парке | Крест памяти жертв голодомора в Харькове                                                               | Памятный крест Жертвам Голодомора установлен 4 октября 1989 года. Во время установки он считался временным перед возведением мемориала. |
| Жертвам депортаций, трудармий и спецпоселений                                                          |                        | ул. Бригады Хартия (бывш. Рыбалко), 12а                                                                                             | Памятник Жертвам депортаций, трудармий и спецпоселений                                                 | Памятник жертвам депортаций, трудармий и спецпоселений расположен на территории церкви Святого Вознесения немецкой евангелическо-лютеранской общины. Памятник посвящён советским гражданам немецкого происхождения, депортированным в 1941 г. в Сибирь и Казахстан. |
| Жертвам нацистских преследований, памятный знак                                                        | 2000                   | пл. Свободы 5 | Памятник жертвам нацистских преследований — жителям Харькова                                           | Памятный знак жертвам нацистских преследований — жителям Харькова, установлен в июне 2000 года с тыльной стороны Госпрома. |
| Жертвам тоталитаризма, мемориал                                                                        | 2000                   | в Лесопарке | | Украинско-польский мемориал жертвам тоталитаризма открыт 17 июня 2000 года по инициативе президентов Украины и Польши. Монумент представляет собой крест, возле которого установлены стелы с именами расстрелянных НКВД в 1938—1940 годах украинцев и польских военных, которые были похоронены в братских могилах на территории Лесопарка. Мемориал серьёзно пострадал от обстрела российских войск весной 2022 года. |
| Жертвам Чернобыльской беды, памятный знак                                                              | 1996                   | в Тракторозаводском сквере | Памятник жертвам Чернобыльской беды                                                                    | Памятный знак с изображением расщеплённого атома в человеческих руках на гранитной глыбе, чёрными обгоревшими камнями в символичной активной зоне четвёртого энергоблока ЧАЭС изначально был установлен в парке «Зелёный гай» 26 апреля 1996 года, в честь 10-летия Чернобыльской катастрофы. В ходе реконструкции парка в 2020 г. памятный знак был перенесён в Тракторозаводской сквер. |
| Жертвам Чернобыльской катастрофы, памятный знак                                                        | 1999                   | молодёжный парк, ул. Григория Сковороды (бывш. Пушкинская), 81                                                                      | Пам’ятник чорнобильцям                                                                                 | Памятник чернобыльцам установлен в Молодёжном парке 23 апреля 1999 года. Знак представляет собой пирамиду высотой почти 7 метров, в середине которой — пронизанный радиационным излучением человек, который парит в пустой сфере. Авторы — скульптор Сергей Ястребов, архитектор С. Г. Чечельницкий, А. А. Антропов. |
| Животным, которые выжили в годы оккупации                                                              | 2008                   | на территории зоопарка | Памятник животным, переживших войну                                                                    | На памятнике изображены три макаки-резусы Гектор, Роза и Дези, которые были спасены местными жителями во время немецкой оккупации Харькова и опустевшее здание Госпрома, где они жили. Памятник был открыт ко Дню города в 2008 году, постамент был заменён в ходе реконструкции зоопарка в 2021 году. |
| Жуковскому Николаю, бюст                                                                               | 1980                   | возле корпуса НАУ им. Н. Е. Жуковского «ХАИ»                                                                                        | Памятник Николаю Жуковскому                                                                            | Бюст советского учёного Н. Е. Жуковского возле корпуса Национального аэрокосмического университета, который носит его имя. |
| Защитникам Украины                                                                                     | 2019                   | в сквере Защитников Украины | Памятник Защитникам Украины, Харьков                                                                   | Памятник Защитникам Украины установлен в сквере у одноимённой станции метро, его открытие состоялось в день Защитников Украины, 14 октября 2019 г. 14 колонн памятника символизируют 2014 г., год начала войны на востоке Украины. На каждой из колонн выгравированы строчки из одного из самых известных стихотворений поэта Владимира Сосюры «Любите Украину!», которое он написал в 1944 г. Большой камень символизирует Украину, а колонны (вынутую сердцевину), по словам авторов, тяжёлые потери, человеческие и территориальные. На камне установлена надпись «Герои не умирают», при этом буквы «мир» из фразы находятся в центре камня и, как и строки из стихотворения на колоннах, подсвечиваются в тёмное время суток.                                          |
| Зубареву Александру, бюст                                                                              | 1966                   | ул. Генерала Момота (бывш. Третьего Интернационала), 8                                                                              | Памятник Александру Зубареву                                                                           | Памятник Александру Зубареву, первому секретарю Харьковского подпольного обкома комсомола, действовавшему во время немецкой оккупации Харькова, установлен перед школой № 88. Автор скульптуры — В. А. Агибалов. В 1963-2023 годах школа, где А. Зубарев работал учителем, носила его имя, а в 1964 году был открыт музей. |
| Иисусу Христу                                                                                          | 2001                   | на территории Покровского монастыря                                                                                                 | Памятник Иисусу Христу                                                                                 | Первый в СНГ памятник Иисусу Христу установлен 10 августа 2001 года на территории Покровского монастыря в честь 2000-летия Рождества Христова. Скульптура Иисуса Христа в полный рост за земном шаре, размещена на гранитном постаменте. Авторы — скульптор И. Ястребов и архитектор М. Ядченко. Автор идеи и эскизного проекта памятника — митрополит Харьковский и Богодуховский Никодим. |
| Иоанну Павлу II                                                                                        | 2021                   | у Собора Успения Пресвятой Девы Марии, ул. Гоголя, 4                                                                                | | Памятник св. Иоанну Павлу II, папе римскому, был открыт 23 октября 2021 г. у входа в кафедральный Собор Успения Пресвятой Девы Марии к 20-летию визита понтифика на Украину. Автор памятника — харьковский скульптор Владимир Райченко. 4 мая 2002 года Иоанн Павел II издал буллу, которой учредил Диоцез (епархию) Харькова-Запорожья, выделив её из Каменецкой и Киево-Житомирской епархий. |
| Каразину Василию                                                                                       | 1905                   | перед центральным входом в главный корпус Харьковского национального университета                                                   | | Памятник учёному, изобретателю, общественному деятелю, основателю первого в восточной Украине Харьковского университета (1805) В. Н. Каразину был установлен в 1905 году, в честь столетия со дня основания университета. Авторы — скульптор И. И. Андреолетти и архитектор А. Н. Бекетов. |
| Квитке-Основьяненко Григорию, бюст                                                                     | 1993                   | на ул. Квитки-Основьяненко | Памятник Квитке-Основьяненко                                                                           | Памятник украинскому писателю Григорию Квитке-Основьяненко установлен 19 октября 1993 года. Бронзовую фигуру, изображённую с пером и бумагой в руках, создали скульптор С. А. Якубович и архитектор Ю. М. Шкодовский. |
| Князю Владимиру                                                                                        | 2013                   | ул. Непокорённых (бывш. Героев Труда), 43а                                                                                          | Памятник Владимиру Великому                                                                            | Памятник Святому равноапостольному князю Владимиру установлен на территории Свято-Владимирского храма, расположенного на ул. Непокорённых, 43а. Торжественное открытие памятника состоялось 21 июля 2013 года и было приурочено к мероприятиям по празднованию 1025-летия крещения Руси. |
| Кожедубу Ивану, бюст                                                                                   | 2010                   | на территории ХНУВС им. Кожедуба, ул. Сумская 77/79                                                                                 | Памятник Ивану Кожедубу                                                                                | Памятник лётчику-асу, трижды Герою Советского Союза, Ивану Кожедубу был открыт 12 ноября 2010 года на территории Харьковского национального университета Воздушных Сил имени Ивана Кожедуба. Иван Кожедуб родился в 1920 г. в селе Ображиевка Глуховского уезда Черниговской губернии (сейчас Сумская область). Закончил Чугуевскую военную авиационную школу лётчиков и служил там инструктором. На фронте с марта 1943 г. Сбил 62 самолёта немцев и 2 американских Р-51, которые атаковали его по ошибке. |
| Космонавтам и работникам ракетно-космической отрасли г. Харькова, памятный знак                        | 2011                   | на пересечении ул. Космонавтов и ул. 23 Августа                                                                                     | Памятный знак Космонавтам и работникам ракетно-космической отрасли г. Харькова                         | Памятный знак в честь космонавтов и работников ракетно-космической отрасли г. Харькова был торжественно открыт 12 апреля 2011 г. На месте памятного знака, согласно табличке, должен быть сооружён полноценный памятник. |
| Коцюбинскому Михаилу, бюст                                                                             | 1957                   | перед зданием Земельного банка в сквере на площади Поэзии (на пересечении ул. Григория Сковороды (бывш. Пушкинской) и Чернышевской) | Памятник Михаилу Коцюбинскому                                                                          | Памятник классику украинской литературы М. М. Коцюбинскому установлен в 1957 году. Авторы — скульптор Рябинин и архитектор А. Алло. |
| Кошкину Михаилу, бюст                                                                                  | 1985                   | на пересечении ул. Георгия Тарасенко (бывш. Плехановской) и ул. Кошкина                                                             | Памятник Михаилу Кошкину                                                                               | Памятник советскому конструктору-танкостроителю Михаилу Кошкину открыт в 1985 году. Установлен через дорогу от помещений Завода имени В. О. Малышева. Автор памятника — скульптор В. М. Савченко. |
| Курбасу Лесю                                                                                           | 2019                   | в Саду им. Т. Г. Шевченко | Памятник Лесю Курбасу, Харьков                                                                         | Памятник украинскому режиссёру и актёру Лесю Курбасу был установлен в Саду им. Т. Г. Шевченко в июле 2019 г. Лесь Курбас, художественный руководитель и главный режиссёр театра Березиль, проживал с 1926 по 1933 г. Автор скульптурной композиции — скульптор Александр Ридный. |
| Личности фармации, скульптурная композиция                                                             | 2010                   | на территории Национального фармацевтического университета                                                                          | Памятник личностям фармации                                                                            | Скульптурная композиция «Личности фармации» была открыта 15 сентября 2010 года на территории Национального фармацевтического университета. На одном пьедестале установлены фигуры химика и фармацевта Н. О. Валяшко, который был первым ректором нынешнего Национального фармацевтического университета в 1921—1922 гг.), а также профессора Д. П. Сало, ректора в 1971—1979 гг. Автор скульптур — Сейфаддин Гурбанов. |
| Ляпунову Александру                                                                                    | 2010                   | просп. Науки (бывш. Ленина), 2 | Памятник Александру Ляпунову                                                                           | Памятник выдающемуся математику и механику Александру Ляпунову открыт 17 ноября 2010 года напротив входа в Северный корпус Харьковского национального университета им. В. Н. Каразина. Математик Ляпунов преподавал в Харьковском университете с 1885 по 1902 год. Авторы памятника — скульпторы Александр Ридный и Анна Иванова. |
| Мемориальный комплекс на месте еврейского гетто                                                        | 1992, 1997, 2000, 2011 | перекрёсток просп. Героев Харькова (бывш. Московского) и ул. 12 Апреля                                                              | Памятный знак на месте еврейского гетто на ХТЗ, Харьков                                                | Первый памятный знак («стена плача») на месте харьковского еврейского гетто был установлен 30 сентября 1992 года на перекрёстке ул. 12 Апреля и просп. Героев Харькова (район ХТЗ). В декабре 1997 г. рядом был установлен камень «Спасителям — праведникам мира» в честь харьковчан, спасавших евреев во время Холокоста. В 2000 и 2011 годах были установлены памятные знаки «К нашим потомкам». В декабре 1941 года на этом месте располагались бараки, куда немецкими захватчиками свозились евреи со всего города. В дальнейшем они были расстреляны в Дробицком яру, гетто перестало существовать 7 января 1942 года. |
| Меркурию                                                                                               | 2007                   | ул. Александра Подольского (бывш. Амурская), у центрального входа на рынок Барабашово                                               | Памятник Меркурию, богу торговли в Харькове                                                            | Памятник Меркурию, богу-покровителю торговли из древнеримской мифологии, был установлен возле главного входа на рынок Барабашово в 2007 году. Бронзовая композиция авторства скульптора Сергея Сбитнева установлена на двухметровом колесе с 10-ю спицами, которое символизирует богиню Фортуну. |
| Мечникову Илье                                                                                         | 2005                   | напротив Института вакцин и сывороток (на пересечении переулка Мечникова и ул. Григория Сковороды (бывш. Пушкинской))               | Памятник Илье Мечникову                                                                                | Памятник выдающемуся учёному биологу Илье Мечникову установлен в 2005 году, автор — скульптор Сейфаддин Гурбанов. |
| Мещанинову Александру, бюст                                                                            | 2006                   | на ул. Полтавский Шлях, 152 | Памятник Александру Мещанинову                                                                         | Памятник медику профессору Александру Мещанинову был открыт 22 сентября 2006 года. Памятник был установлен вопреки протестам местных жителей за счёт застройщика, который на месте сквера имени Мещанинова возвёл торговый центр, который, к тому же, закрывает обзор памятника со стороны улицы Полтавский Шлях. |
| Милиционерам, погибшим в борьбе с преступностью                                                        | 1995                   | возле Дома культуры милиции (ул. Жён-Мироносиц (бывш. Совнаркомовская), 13) возле сквера МВД                                        | Памятник погибшим милиционерам                                                                         | Памятник в образе Архангела Михаила, который остриём меча побеждает гидру преступности. Авторы — скульптор А. Н. Ильичёв, архитектор С. Г. Чечельницкий. |
| Михаилу архистратигу, фигура                                                                           | 2004                   | в южной части сада им. Т. Г. Шевченко                                                                                               | | Установлен 20 августа 2004 года. Памятник представляет собой подарок от столицы государства города Киева к празднованию 350-летия основания Харькова. Авторы — скульптор Виталий Сивко и архитектор Виктор Бобровский. |
| «Музыка Н. Лысенко», скульптурная композиция                                                           | 1991                   | ул. Сумская, 25, ХАТОБ | Памятник «Музыка Н. Лысенко»                                                                           | Скульптурная композиция в честь композитора Николая Лысенко находится на лицевой части здания ХАТОБа, возле входа к кассам. Скульптор С. Ястребов. |
| Независимости, монумент (новый)                                                                        | 2012                   | на площади Конституции | Монумент Независимости                                                                                 | Монумент в честь Независимости Украины был торжественно открыт 22 августа 2012 года. Авторы монумента — харьковские скульпторы Александр Ридный и Анна Иванова. Монумент является постаментом строгой геометрической формы с облицовкой из гранитных плит серого цвета, на котором установлена бронзовая фигура древнегреческой богини победы Ники на шаре. Фигура богини и шар выполнены из бронзы. |
| Никодиму (Руснаку)                                                                                     | 2021                   | в Митрополичьем сквере | Памятник Митрополиту Никодиму                                                                          | Памятник Митрополиту Никодиму установлен в Митрополичьем сквере у Благовещенского собора (ранее сквер Первой Маёвки). Никодим (в миру Николай Степанович Руснак) был митрополитом Харьковской и Богодуховской епархии УПЦ на протяжении 36 лет. Памятник открыт 15 мая 2021 г., авторы — скульпторы Александр Ридный и Анна Иванова. |
| Нобелевским лауреатам, бюсты                                                                           | 2016                   | у входа в главный корпус ХНУ | Бюсты Нобелевских лауреатов                                                                            | Памятник Нобелевским лауреатам был открыт 23 апреля 2016 года у входа в главный корпус Харьковского национального университета имени В. Н. Каразина. На объединённом пьедестале установлены 3 бюста лауреатов Нобелевской премии, которые учились или работали в Харькове: биолог Илья Мечников, лауреат Нобелевской премии в области физиологии и медицины 1908 года, физик Лев Ландау, лауреат Нобелевской премии по физике 1962 года и экономист Саймон Кузнец, лауреат Нобелевской премии по экономике 1971 года. Авторы памятника — скульпторы Александр Ридный и Анна Иванова, архитектор — Сергей Чечельницкий. |
| «Огонь знаний», монумент                                                                               | 2001                   | на ул. Майка Йогансена (бывш. Лермонтовской), 27                                                                                    | Памятник Огонь Знаний                                                                                  | Монумент «Огонь знаний» открыт 29 апреля 2001 года возле центрального корпуса Харьковского гуманитарного университета «Народная украинская академия» к 10-летию учебного заведения. Четырёхметровая бронзовая композиция работы скульптора Катиба Мамедова символизирует девиз университета: «Образование. Интеллигентность. Культура». Во второй половине 2010-х гг. монумент был перенесён к корпусу Университета в конце улицы Лермонтовской. |
| Основателям Харькова / Казаку Харько /В честь 350-летия основания Харькова, монумент                   | 2004                   | в начале просп. Науки (бывш. Ленина)                                                                                                | Памятник Основателям Харькова                                                                          | Памятник полулегендарному основателю города казаку Харько (Харитону) был установлен и торжественно открыт 22 августа 2004 года в честь празднования 350-летия основания Харькова. Бронзовая скульптура весом 700 тонн создана и подарена Харькову известным российским скульптором грузинского происхождения Зурабом Церетелли. |
| Отцу Фёдору, скульптура                                                                                | 2001                   | на платформе Южного вокзала, недалеко от СТО в Харькове                                                                             | Памятник отцу Фёдору                                                                                   | Памятник персонажу романа Ильфа и Петрова «Двенадцать стульев» отцу Фёдору открыт 3 августа 2001 года ко Дню железнодорожника на платформе Южного вокзала. Скульптура отца Фёдора с чайником в руке авторства Александра Табатчикова установлена за счёт Южной железной дороги и ряда других меценатов. |
| Паровой турбине                                                                                        | 2014                   | на ул. Энергетической, напротив административного здания Турбоатома                                                                 | Памятник паровой турбине                                                                               | Памятник паровой турбине был установлен напротив административного здания завода Турбоатом на месте бюста Сергею Кирову, который был перенесён на территорию завода. Памятник представляет собой ротор низкого давления паровой турбины К220-44 весом 36 т, которая применялась в паротурбинном контуре энергоблоков с реактором ВВЭР-440. |
| Первому инженеру                                                                                       | 2015                   | главная аллея ХПИ | Памятник Первому инженеру, Харьков                                                                     | Памятник Первому инженеру был открыт 18 ноября 2015, в день 130-летия основания Политехнического института. В качестве основы композиции использовано скульптурное изображение струи воды, на фоне которой размещаются фигуры первого выпускника и его преподавателя. За ними находится арка первого корпуса университета, а также технические достижения, над которыми работали выпускники «ХПИ» — от паровоза до ракетно-космического комплекса Энергия-Буран. Постамент сделан из гранита, основание памятника выполнено из меди и бронзы. Высота памятника Первому инженеру — 6 метров. Автор скульптуры — Сейфаддин Гурбанов. |
| Первому трактору ХТЗ                                                                                   | 2016                   | в Тракторозаводском сквере, ул. Библика (бывш. Второй Пятилетки) 19                                                                 | Памятник первому трактору ХТЗ                                                                          | Памятник первой модели завода ХТЗ, трактору СХТЗ 15/30 был установлен в 2015 г. в обновлённом Тракторозаводском сквере. Данный трактор ранее был установлен в сквере на Александровском пр.е, но был заменён габаритным макетом. |
| Погибшим астрономам                                                                                    | 2011                   | возле Харьковской астрономической обсерватории                                                                                      | | Установлен 22 июня 2011 года. Памятник в честь 7 астрономов университета, которые погибли в годы Великой Отечественной войны. |
| Погибшим при теракте у Дворца Спорта, памятный знак                                                    | 2016                   | просп. Петра Григоренко (бывш. Маршала Жукова)                                                                                      | Памятный знак погибшим при теракте у Дворца Спорта, Харьков                                            | Памятный знак погибшим при теракте у Дворца Спорта 22 февраля 2015 года был установлен на месте совершения взрыва на просп. Петра Григоренка в первую годовщину теракта, 22 февраля 2016 года. Памятный знак неоднократно подвергался вандализму. |
| Погибшим тракторостроителям                                                                            |                        | на ул. Лосевской у транспортной проходной ХТЗ                                                                                       | | Памятник в честь тракторостроителей завода ХТЗ, погибших в годы Великой Отечественной войны, установлен в сквере между транспортной проходной завода по ул. Лосевской и остановкой трамвая «ул. Северина Потоцкого». На табличках вокруг мемориала перечислены имена погибших тракторостроителей. |
| Подпольщикам и партизанам Харьковщины, стела                                                           | 1978                   | в сквере на пересечении ул. Алчевских (бывш. Артема) и Веснина                                                                      | | Стела в честь подпольщиков и партизан Харьковщины установлена на пересечении улиц Алчевских и Чернышевской в 1978 году. Авторы — скульпторы Д. Г. Сова, Я. И. Жуковская, архитекторы — Е. Ю. Черкасов, А. О. Максименко. |
| Пожарным                                                                                               | 1990                   | на ул. Полтавский шлях, 50 | Памятник пожарным                                                                                      | Памятник пожарным, погибшим при исполнении служебных обязанностей. Авторы памятника — скульптор М. Ф. Овсянкин и архитектор Ю. М. Шкодовский. |
| Программисту, скульптурная композиция                                                                  | 2010                   | возле входа в ХНУРЕ (просп. Науки (бывш. Ленина), 14)                                                                               | Памятник Студенту-программисту                                                                         | Скульптурная композиция «Студент» была установлена в начале октября 2010 года в честь празднования 80-летия Харьковского национального университета радиоэлектроники. В композицию входит бронзовая скульптура студента с открытым ноутбуком на коленях, который сидит на лавочке, слева от него лежит сумка с логотипом ХНУРЭ. Авторы памятника — скульптор Роман Блажко и дизайнер Виктор Гончаренко. |
| Продавщице «семечек»                                                                                   | 2018                   | ул. Рождественская (бывш. Энгельса) 33                                                                                              | Скульптура продавщицы «семАчек», баба Маня                                                             | Скульптура продавщице семечек появилась перед входом в главное здание Центрального рынка 25 сентября 2018 г. В качестве прототипа собирательного образа весёлой торговки скульптор Сейфаддин Гурбанов выбрал настоящую продавщицу с рынка. На скульптуре «бабы Мани» также изображены спящий кот, крыса и два воробья. |
| Профессору Преображенскому и Шарикову                                                                  | 2009                   | ул. Квитки-Основьяненко, 12 | Памятник Профессору Преображенскому и Шарикову                                                         | Памятники персонажам повести Михаила Булгакова «Собачье сердце» профессору Преображенскому и Полиграфу Шарикову установлены в 2009 году возле входа в ресторан «Шарикоff» на ул. Квитки-Основьяненко, 12. |
| Прошлое, настоящее и будущее медицины и медицинского образования, скульптурный ансамбль                | 2018                   | просп. Науки (бывш. Ленина), 4. перед главным входом в Харьковский национальный медицинский университет                             | Прошлое, настоящее и будущее медицины и медицинского образования                                       | Скульптурный ансамбль, посвящённый студентам-медикам, был открыт 14 июня 2018 г. перед входом в Харьковский национальный медицинский университет. Автором проекта является скульптор Катиб Мамедов, автор идеи — Владимир Лесовой. Ансамбль состоит из 3 групп: скульптуры «Трудом и старанием», на которой изображён студент-медик XIX в., скульптуры «Наедине с книгой» со студенткой-мусульманкой и скульптурой «Используй миг, что есть сейчас», на которой изображены 3 студента разных национальностей. На табличке надпись на украинском языке: «Студентам Харьковской высшей медицинской школы всех времён и народов». |
| Работникам метрополитена                                                                               | 2010                   | на ул. Рождественской (бывш. Энгельса), 29, возле Главного управления КП «Харьковский метрополитен»                                 | Памятник работникам метрополитена 2                                                                    | Памятник работникам метрополитена в Харькове установлен возле входа в здание Главного управления КП «Харьковский метрополитен». Памятник был создан из металлолома. По сообщениям пресс-службы метрополитена «Железный человек символизирует работников метрополитена, их труд». По сюжету железный человек старается поднять тяжёлую колёсную пару вагона метро. Высота памятника около полутора метров. В народе известен как «Штангист в каске». |
| Репину Илье                                                                                            | 2019                   | в Саду им. Т. Г. Шевченко | Памятник Илье Репину, Харьков                                                                          | Памятник художнику Илье Репину, уроженцу г. Чугуева Харьковской губернии, был установлен в Саду им. Т. Г. Шевченко в июле 2019 г. Автор скульптурной композиции — скульптор Александр Ридный. Художник изображён с палитрой для красок и мольбертом с установленной картинной рамой-фотозоной. |
| Репрессированным кобзарям, бандуристам, лирникам, памятный знак                                        | 1997                   | возле оперного театра в Саду им. Т. Г. Шевченко на ул. Сумской                                                                      | Памятный знак репрессированным кобзарям, бандуристам, лирникам                                         | Памятный знак в честь кобзарей, бандуристов, лирников, репрессированных советской властью в 1930-х годах, был открыт 14 октября 1997 года. Авторы памятного знака — скульпторы Валерий Бондар, Василий Семенюк, Олекса Шаулис и архитектор Олекса Морус. |
| Сагайдачному Петру                                                                                     | 2015                   | в Красношкольном сквере | Памятник Петру Сагайдачному                                                                            | Памятник Петру Сагайдачному, гетману Войска Запорожского, установлен в Красношкольном сквере 22 августа 2015 года. Первоначально памятник был установлен 14 июня 2008 г. на ул. Героев Сталинграда Гагаринского района г. Севастополя, где простоял до 25 апреля 2014 года, после чего был демонтирован. По инициативе Харьковского городского головы Геннадия Кернеса памятник был передан в Харьков, где и был установлен в Красношкольном сквере. |
| Святой Татьяне, барельеф                                                                               | 2011                   | на станции метро Университет | Памятник Святой Татьяне                                                                                | Памятный знак (барельеф) был установлен 25 января 2011 года, в день православного праздника Дня святой Татьяны, покровительницы студентов. Находится на выходе с платформы в сторону Харьковского национального университета. |
| Серко Ивану                                                                                            | 2017                   | на Бурсацком спуске возле станции метро «Исторический музей»                                                                        | Памятник Ивану Серко                                                                                   | Установлен 18 августа 2017 года над выходом со станции метро «Исторический музей». Автор — скульптор Александр Ридный. Иван Серко является знаковым историческим персонажем для Харьковщины и Слобожанщины, по легенде именно он написал письмо турецкому султану Мехмету IV. Данный сюжет был изображён на известной картине Ильи Репина «Запорожцы». |
| Сковороде Григорию                                                                                     | 1992                   | в Покровском сквере (ул. Университетская, 10)                                                                                       | Памятник Григорию Сковороде                                                                            | Первый в городе памятник Григорию Сковороде был открыт 3 сентября 1992 года. Бронзовая скульптура философа работы Ивана Кавалеридзе установлена на Террасной горке. |
| Скрипачу на крыше                                                                                      | 2003, 2017             | площадь Конституции, 18 (крыша), ул. Сумская, 70 (Platinum Plaza, крыша)                                                            | Памятник скрипачу на крыше                                                                             | Памятник посвящён людям творческих профессий. Установлен в 2003 году на крыше дома по пл. Конституции 18, чтобы увидеть его можно было только подняв голову. Скульптор — Сейфаддин Гурбанов. В ноябре 2016 года памятник был демонтирован, отреставрирован и перенесён на крышу здания по ул. Сумской, 70 (Platinum Plaza). В марте 2017 года копия памятника, также выполненная С. Гурбановым, была установлена на старое место (пл. Конституции 18). |
| Скрыпнику Николаю, бюст                                                                                | 1969                   | на ул. Григория Сковороды (быв. Пушкинской), 31                                                                                     | | Памятник советскому партийному деятелю, идеологу украинизации, репрессированному в 1933 году, Н. А. Скрыпнику был установлен в 1969 году. Авторы — скульптор М. Ф. Овсянкин и архитектор В. Г. Гнездилов. |
| Славы, мемориал                                                                                        | 1977                   | на Харьковском (бывш. Белгородском) шоссе                                                                                           | Мемориал Славы Харьков                                                                                 | Мемориал Славы, посвящённый советским воинам и гражданам, погибшим во время Великой Отечественной войны, в Харькове был открыт в 1977 году в районе Лесопарка, на Харьковском шоссе. Центральная фигура композиции — гранитная скульптура женщины высотой 12,75 метра. Над памятником на протяжении семи лет работали скульпторы В. И. Агибалов, Я. И. Рик, художник С. Г. Светлорусов, архитекторы И. А. Алфёров, Е. Ю. Черкасов, А. А. Максименко под руководством скульптора, ветерана Великой Отечественной войны Михаила Овсянкина. Особенностью монумента является акустический эффект — с помощью специальной аппаратуры создаётся звук сердцебиения человека, перенёсшего инфаркт. Мемориал был повреждён в результате обстрела российских войск в марте 2022 года. |
| Собаке Пальме и кошке Изауре                                                                           | 2013                   | пл. Свободы, 4, у входа в здание спорткомплекса Уникорт                                                                             | Памятник дворняге Пальме                                                                               | Памятники дворняге Пальме и кошке Изауре установлены на крыльце здания кортов Уникорт спорткомплекса ХНУ им. Каразина. Собака прожила на территории комплекса 12 лет и стала одним из его символов. Скульптура установлена на том же месте, где любила сидеть собака. В 2013 году рядом с памятником дворняге Пальме был установлен памятник кошке Изауре. Автор скульптур — Александр Демченко. |
| Советским воинам, обелиск                                                                              | 2003                   | на территории СОШ № 43 возле Салтовского шоссе                                                                                      | на территории СОШ № 43 возле Салтовского шоссе                                                         | Обелиск 19 советским воинам, которые в марте 1943 года приблизительно на месте установки памятника, были взяты в плен и расстреляны эсэсовцами, был открыт 21 августа 2003 года. Инициатором увековечивания памяти погибших красноармейцев был ветеран Великой Отечественной войны, участник освобождения Харькова Яков Тихонович Барильник. |
| «Стеклянная струя», Беседка-фонтан                                                                     | 1947                   | напротив здания Харьковского театра оперы и балета в сквере Победы на ул. Сумской                                                   | Скляний струмінь                                                                                       | Беседка-фонтан «Стеклянная струя» (также называют «Зеркальной струёй», а изначально Памятник Победы) была построена в 1947 году по проекту архитектора В. И. Коржа. |
| Студбатовцам                                                                                           | 1999                   | пл. Свободы, 4, правая сторона центрального корпуса Харьковского национального университета                                         | Памятник воинам-студбатовцам                                                                           | Памятник воинам-студбатовцам открыт 28 октября 1999 года возле Харьковского национального университета им. В. Н. Каразина. Композиция из 5 бронзовых фигур студбатовцев создана Д. Совой, Я. Жуковской и Д. Дадошевым. |
| Студентам, преподавателям и сотрудникам ХАИ, мемориал                                                  |                        | на территории ХАИ | Памятник студентам, преподавателям и сотрудникам ХАИ, павшим в боях с немецко-фашистскими захватчиками | Памятник студентам, преподавателям и сотрудникам ХАИ, павшим в боях с немецко-фашистскими захватчиками, установлен на главной аллее, ведущей к радиотехническому корпусу. Более 500 преподавателей и студентов ХАИ сражались на фронте в 1941—1945 гг.. |
| Счастливой монете                                                                                      | 2011                   | пл. Свободы, 5 | Памятник Счастливой монете, Харьков                                                                    | Памятник «счастливой монете» установлен возле 4-го подъезда Госпрома. Памятник представляет собой люк в виде монеты в 3333 копейки. Установлен в октябре 2011 года вместе с открытием 3333-го отделения ПриватБанка на Украине. |
| Трём мыслителям, скульптурная композиция                                                               | 2021                   | ул. Полтавский Шлях, 22 | | Памятник-триптих, который объединил в одной скульптурной композиции фигуры украинского философа Григория Сковороды, казахского поэта Абая Кунанбаева и азербайджанского писателя Мирзы Фатали Ахундова, был открыт 23 октября 2021 г. в Сквере мыслителей, посвящённому дружбе народов Украины, Казахстана и Азербайджана. Автор скульптурной композиции — Сейфаддин Гурбанов. Памятник оснащён механизмом вращения вокруг своей оси, но механизм активен не всегда. |
| Трубочисту                                                                                             | 2013                   | просп. Героев Харькова (бывш. Московский), 135, на дымовой трубе                                                                    | Памятник трубочисту                                                                                    | Памятник трубочисту установлен по инициативе Харьковского дрожжевого завода на дымовой трубе корпуса предприятия, расположенного на просп. Героев Харькова, 135. Автор бронзовой скульптуры — Александр Демченко. |
| Украинской Повстанческой Армии, памятный камень                                                        | 1992                   | в Молодёжном Парке | | Памятный камень, который в 1992 году был установлен в честь Украинской Повстанческой армии, не раз вызывал нарекания среди разнообразных политических движений, в том числе и представителей официальной власти. С ним связаны несколько вандальных инцидентов. В ночь с 25 на 26 апреля 2013 года памятный знак с помощью тяжёлой техники был демонтирован неизвестными. На месте памятника был установлен крест, который также был снесён неизвестными в ночь на 6 февраля 2014 года. Восстановленный весной 2014 года в виде таблички памятный знак в ночь на 9 декабря этого же года был повреждён взрывом, вновь восстановлен 14 декабря. Памятный камень восстановлен 25 декабря 2021 года.                                                                           |
| Учёным-физикам, в память про расщепление атомного ядра, памятный знак                                  | 2002                   | в сквере перед главным корпусом Харьковского физико-технического института (ул. Академическая, 1).                                  | | Памятный знак установлен 10 октября 2002 года в память об удачном эксперименте расщепления атомного ядра, осуществлённым 10 октября 1932 года учёными физико-технического института Антоном Вальтером, Георгием Латышевым, Александром Лейпунским, Кириллом Синельниковым. |
| Фармация в веках, скульптурный комплекс                                                                | 2004                   | на территории Национального фармацевтического университета (ул. Валентиновская (бывш. Блюхера), 4)                                  | Памятник Панацее                                                                                       | Комплекс установлен 1 сентября 2004 года на территории Национального фармацевтического университета. Восьмиметровая бронзовая фигура «Панацея» с аптекарскими весами в руках входит в триптих, который состоит из фигуры аптекаря-алхимика («Аптекарь») и группы студентов-фармацевтов («Будущее фармацевтики»). Автор скульптур — Сейфаддин Гурбанов. |
| Феномен наук о здоровье, скульптурная композиция                                                       | 2021                   | на территории Национального фармацевтического университета (ул. Куликовская (бывш. Мельникова), 12)                                 | | Скульптурная композиция с лабораторной крысой, которая держит таблетку, была открыта 1 сентября 2021 года во дворе Национального фармацевтического университета по ул. Куликовской, 12. Скульптура символизирует благодарность человека лабораторным животным за вклад в научные открытия в сфере фармации и медицины. Автор композиции — Сейфаддин Гурбанов. |
| Футбольному мячу                                                                                       | 2001                   | в Саду имени Тараса Шевченко напротив ул. Сумской, 50                                                                               | Памятник футбольному мячу                                                                              | Памятник футбольному мячу открыт 24 августа 2001 года в 10-ю годовщину Независимости Украины на аллее Сада Шевченко в Харькове. Бронзовый мяч диаметром 1,5 метра установлен на постамент из чёрного гранита на месте, где обычно не один год до этого собирались футбольные фанаты. По замыслу создателей памятника он призван стать своеобразной визитной карточкой спортивного Харькова, визуальным символом харьковского футбола. Скульптор — Олег Шевчук. |
| Харьковчанке из прошлого                                                                               | 2019                   | ул. Григория Сковороды (бывш. Пушкинская), 79/1                                                                                     | Памятник харьковчанке из прошлого                                                                      | Памятник харьковчанке из прошлого был установлен 25 октября 2019 г. напротив кафе по ул. Григория Сковороды, 79/1. Скульптор Катиб Мамедов представил собирательный образ харьковчанки в наряде XIX века: в шляпке, с зонтиком и веером. |
| Хвылевому Мыколе, памятный знак                                                                        | 1995                   | в Молодёжном парке (ул. Григория Сковороды (бывш. Пушкинская), 81)                                                                  | Памятник Миколе Хвылевому                                                                              | Памятник украинскому писателю Миколе Хвылевому установлен на его символичной могиле в Молодёжном парке (бывшее городское кладбище). Композиция из меди и мрамора была торжественно открыта 29 июня 1995 года. |
| Хмельницкому Богдану, бюст                                                                             | 2001                   | на пересечении Салтовского шоссе и ул. Ахиезеров (бывш. Халтурина)                                                                  | Памятник Богдану Хмельницкому                                                                          | Памятник гетману Богдану Хмельницкому установлен на Салтовском шоссе. Изначально в проекте памятника была предусмотрена возможность его поворота на запад или восток, в зависимости от лидера того или иного государства, прибывающего на Украину. |
| Черемскому Петру, памятный знак                                                                        |                        | ул. Багалея (бывш. Фрунзе), 6, во дворе Харьковского литературного музея                                                            | Памятный знак Петру Черемскому, Харьков                                                                | Памятный знак Петру Григорьевичу Черемскому (1942—2006), харьковскому физику и общественному деятелю, установлен во дворе Харьковского литературного музея. Пётр Черемской, доктор физико-математических наук, помимо научной деятельности по физике твёрдого тела в Харьковском политехническом институте, занимался этнографией и литературоведением. Благодаря ему в городе появилось около 40 мемориальных досок харьковским деятелям науки и культуры. |
| «Шаре»                                                                                                 | 1994                   | на территории ХАИ у здания Факультета ракетно-космической техники                                                                   | Памятник Шаре                                                                                          | Памятник «Шаре», символизирующий бесплатное получение чего-либо, размещён у здания Факультета ракетно-космической техники на территории Харьковского авиационного института. Среди студентов ХАИ сложилась традиция потереть памятник, чтобы сдать экзамен «на шару». Идея установки памятника принадлежит профессору Николаю Васильевичу Белану, который был деканом факультета № 4 с 1980 по 2004 гг.. Корпус шара сделан из газового аккумулятора давления, который входит в систему питания жидкостного ракетного двигателя. На постаменте памятника установлена табличка с надписью «Шара всем даром, и пусть никто не уйдёт обиженным!», что является отсылкой к цитате из романа Братьев Стругацких «Пикник на обочине».                                             |
| Шевченко Тарасу                                                                                        | 1935                   | в Саду им. Т. Шевченко, на ул. Сумской                                                                                              | Памятник Тарасу Шевченко                                                                               | Памятник выдающемуся украинскому поэту Т. Г. Шевченко сооружён на протяжении года (1934—1935]]) и торжественно открыт 24 марта 1935 года. Авторы памятника — известный советский скульптор М. Г. Манизер и архитектор И. Г. Лангбард. Монумент Тарасу Шевченко представляет собой многоплановую композицию, доминантой которой является статую Т. Г. Шевченко высотой 5,5 метров на 11-метровом пьедестале, который окружают по спирали 16 динамических скульптур, изображающих персонажей произведений Кобзаря и олицетворённые образы трудового народа. Монумент, выдержанный в соцреализме с использованием лучших идей классицизма и отдельных элементов конструктивизма, по праву считается шедевром советской скульптуры.                                             |
| Шевченко Тарасу                                                                                        | 2003                   | ул. 7-й Гвардейской армии, 14 | Памятник Т. Шевченко, Кулиничи, Харьков                                                                | Памятник поэту Тарасу Шевченко был установлен у Кулиничевского поселкового совета по ул. 7-й Гвардейской армии, 14 в 2003 г. До этого он более 10 лет находился в складском помещении одного из автотранспортных предприятий Бабаев. В 2013 г. территория посёлка Кулиничи была включена в состав города Харькова. |
| Шестерёнке                                                                                             |                        | ул. Вернадского, 1 (со стороны ул. Нетеченской)                                                                                     | Памятник шестерёнке                                                                                    | Памятник шестерёнке установлен возле дома ул. Вернадского, 1, со стороны ул. Нетеченской. |
| Широнину Петру, бюст                                                                                   | 2005                   | перекрёсток ул. Гвардейцев-Широнинцев и просп. Юбилейного (бывш. Пятидесятилетия ВЛКСМ)                                             | Памятник Петру Широнину, Харьков                                                                       | Памятник Герою Советского Союза, Петру Широнину был открыт в 2005 году на перекрёстке ул. Гвардейцев-Широнинцев и Юбилейного просп., возле дома по адресу Юбилейный просп. 47/19. На постаменте указаны имена всех 25 гвардейцев-широнинцев, принявших несколько боёв с превосходящими силами противника возле села Тарановка 2-6 марта 1943 года. |
| Шульженко Клавдии, бюст                                                                                | 2001                   | на Поселковом (бывш. Байкальском) пер.                                                                                              | Памятник Клавдии Шульженко                                                                             | Памятник певице Клавдии Шульженко открыт 30 сентября 2001 года около клуба-музея певицы на Поселковом (бывш. Байкальском) переулке. Певица изображена с прижатым к груди букетом цветов. Памятник установлен по инициативе директора музею Б. С. Агафонова, авторы — скульптор М. Овсянкин, архитектор О. Жук. |
| Шумилову Михаилу, бюст                                                                                 | 1988                   | на ул. Морозова, 20-а | Памятник Шумилову Михаилу                                                                              | Бюст советского военачальника, командующего 64-й армией, Героя Советского Союза, Шумилова Михаила Степановича был установлен в 1988 году на аллее, ведущей к главному входу в Харьковское высшее профессиональное механико-технологическое училище |
| Эллан-Блакитному Василию, памятный знак                                                                | 1994                   | в Молодёжном парке (ул. Григория Сковороды (бывш. Пушкинская), 87)                                                                  | | Памятный знак украинскому революционеру и писателю Василию Эллану-Блакитному установлен на его символической могиле в Молодёжном парке (бывшее городское кладбище). Композиция была торжественно открыта 19 января 1994 года в честь 100-летию со дня рождения писателя. |
| Энергетику                                                                                             | 2020                   | ул. Георгия Тарасенко (бывш. Плехановская), 149                                                                                     | Памятник энергетику                                                                                    | Памятник, посвящённый энергетикам Харьковоблэнерго был установлен в марте 2020 г. на ул. Георгия Тарасенко, 149. Склуьпторы — Александр Ридный и Анна Иванова. |
| Юрьеву Василию, бюст                                                                                   | 1964                   | возле входа в кинотеатр «Киев» на проспекте Петра Григоренка (бывш. Маршала Жукова)                                                 | Памятник Юрьеву                                                                                        | Бюст советского селекционера, академика, дважды Героя Социалистического Труда В. Я. Юрьева представляет собой бронзовый бюст учёного, установленный на гранитном пьедестале. Авторы памятника — скульптор В. И. Агибалов и архитектор Д. А. Морозов. |
| Ярославу Мудрому                                                                                       | 1999                   | возле Национальной юридической академии (ул. Григория Сковороды (бывш. Пушкинская), 77)                                             | Памятник Ярославу Мудрому                                                                              | Памятник Ярославу Мудрому открыт 8 октября 1999 года около стен Национальной юридической академии, которая носит имя князя. Памятник высотой 4,8 метра изображает Ярослава Мудрого со сборником законов «Русская Правда» в руках. Авторы — скульпторы Александр Шаулис, Александр Демченко, Василий Семенюк; архитекторы Виктор Лившиц и Анатолий Антропов. |
| Памятный знак в Парке 325-летия Харькова                                                               | 1979                   | возле ТРЦ «Ашан» на Салтовке | | С обеих сторон ул. Непокорённых (бывш. Героев Труда) на левом берегу р. Харьков раскинулся сосновый бор — это Парк 325-летия Харькова, который тыт был высажен по случаю этого юбилея. В память о закладке парка установлен памятный знак с текстом «Парк заложен в честь 325-летия г. Харькова». |

### Бывшие памятники
| Название                                                                  | Год установки | Год демонтажа | Расположение | Фото                                                                | Краткие сведения |
| Аллея героев-комсомольцев                                                 | 1958          | 2013          | в Сквере Победы                                                                                                  | Памятник Ляле Убийвовк                                              | Аллею героев-комсомольцев заложили во время празднования 40-летия Ленинского комсомола в 1958 году. Вдоль аллеи на круглых белых постаментах расположились бронзовые бюсты: Николая Островского (скульптор Д. Г. Сова), Зои Космодемьянской (скульптор И. П. Ястребов), Александра Матросова (скульптор А. А. Ивченко), Олега Кошевого (скульптор В. В. Петренко), Ляли Убийвовк (скульптор В. Ю. Обидион), Ивана Минайленко (скульптор М. Н. Михайловский), Александра Зубарева (скульптор Б. К. Волков) и Галины Никитиной (скульптор Л. Г. Жуковская). В ноябре 2013 года памятники были демонтированы для строительства Храма во имя Святых Жён Мироносиц. Планировалось восстановление памятников героям-комсомольцам в сквере в районе ДК ХТЗ. Копии памятников были установлены во дворе 116-й гимназии. Но и там они были снесены в начале 2024 года. |
| Аллея героев-комсомольцев                                                 |               | 2024          | бульв. Богдана Хмельницкого, 30                                                                                  | Аллея Героев-Комсомольцев                                           | Аллея героев-комсомольцев была расположена по дворе Харьковского профессионального лицея строительных технологий. Вдоль аллеи были установлены 8 бюстов, которые являлись копиями памятников из более известной аллеи в сквере Победы, демонтированных в 2013 году. Это бюсты Николая Островского (скульптор Д. Г. Сова), Зои Космодемьянской (скульптор И. П. Ястребов), Александра Матросова (скульптор А. А. Ивченко), Олега Кошевого (скульптор В. В. Петренко), Ляли Убийвовк (скульптор В. Ю. Обидион), Ивана Минайленко (скульптор М. Н. Михайловский), Александра Зубарева (скульптор Б. К. Волков) и Галины Никитиной (скульптор Л. Г. Жуковская). Скульптуры были демонтированы в январе 2024 года. |
| Аллея молодогвардейцев                                                    | 1965          | 2024          | ул. Культуры, 22                                                                                                 | Аллея молодогвардейцев                                              | Аллея молодогвардейцев расположена у Харьковской гимназии № 116, которая носит имя Молодой гвардии, также в гимназии с 1960 до 2015 года действовал музей подпольной организации. Вдоль аллеи установлены бюсты Филиппу Лютикову, Виктору Третьякевичу, Ивану Земнухову, Ульяне Громовой, Ивану Туркеничу, Олегу Кошевому, Любови Шевцовой, Сергею Тюленину. Авторы бюстов — скульпторы В. Мухин, П. Козеев, В. Мизин, Н. Щербаков, Е. Петрищев, А. Самут, В. Федченко. |
| Аллея памяти погибших в годы Великой Отечественной войны, памятный знак   | 2010          | 2025          | ул. Майка Йогансена (бывш. Лермонтовская), 17                                                                    | Аллея Памяти погибшим в Великой Отечественной войне, Харьков        | Аллея Памяти погибших в годы Великой Отечественной войны была открыта 24 апреля 2010 года возле ХГУ «НУА» в честь 65-й годовщины Победы. Под каждым деревом аллеи заложена земля в капсулах из всех Городов-Героев и с мест наиболее кровопролитных сражений Великой Отечественной войны. |
| Артёму                                                                    | 1987          | 2014          | перед центральным корпусом ХНТУСХ (ул. Алчевских (бывш. Артема), 44)                                             | Памятник Артёму                                                     | Памятник профессиональному революционеру и партийно-государственному деятелю Артёму (Ф. А. Сергееву) был установлен в 1987 году. Авторы — скульпторы И. П. и С. И. Ястребовы; архитектор В. Т. Семёнов Снесён неизвестными в ночь на 24 сентября 2014 года. |
| Бендеру Остапу, скульптура                                                | 2005          | 2024          | на ул. Ярослава Мудрого (бывш. Петровского), 21                                                                  | Памятник Остапу Бендеру                                             | Памятник персонажу романов Ильфа и Петрова Остапу Бендеру открыт в 2005 году возле кафе на ул. Ярослава Мудрого (бывш. Петровского), 21. Автор — скульптор Эльдениз Курбанов. Прототипом образа стал советский актёр Сергей Юрский, исполнитель роли Бендера из экранизации романа «Золотой телёнок». |
| Борцам за власть Советов                                                  | 1970          | 2016          | возле вокзала станции Основа, за троллейбусной остановкой                                                        | Памятник Остапу Бендеру                                             | Монумент на братской могиле времён Гражданской войны. В 1923 году, в сквере у станции Основа, на месте братской могилы железнодорожников, погибших, сражаясь «за молодую Советскую республику», был установлен обелиск, увенчанный изображением земного шара и пятиконечной звезды. В период оккупации Харькова войсками Третьего рейха памятник был уничтожен, а могилу сравняли с землёй. Однако в апреле 1970 года, когда было 100-летие со дня рождения В. И. Ленина, на этом месте был установлен монумент из красного гранита с надписью: «Имена павших за дело В. И. Ленина — бессмертны». Список похороненных в могиле: машинист депо П. П. Ладарев и его помощник М. П. Соколов, погибшие под Луганском в борьбе с белогвардейцами-калединцами в 1918 году; командир 1-го Змиевского коммунистического отряда Мирошниченко и 5 бойцов отряда; 10 красноармейцев, сложивших головы под Изюмом в 1919 году; машинисты Г. П. Любов и П. Г. Синельников, погибшие во время диверсии в 1920 году. Монумент снесён 12 апреля 2016 года |
| Гагарину Юрию                                                             | 2001          | 2024          | на внутренней лестнице торгового центра, просп. Аэрокосмический (бывш. Гагарина), 20а                            | Памятник Юрию Гагарину                                              | Памятник космонавту Юрию Гагарину был установлен в 2001 году на ступеньках гипермаркета электроники «МКС» на ул. Вернадского, 1. После банкротства компании, в 2010 году памятник был перенесён на внутреннюю лестницу торгового центра по просп. Гагарина 20а. |
| «Героям Крут», памятный знак                                              | 2006          | 2009          | Сквер Победы | Памятный знак Героям Крут                                           | Памятный знак посвящён украинским студентам, участникам битвы под станцией Круты, был установлен 29 января 2006 года Харьковской областной организацией Гражданской партии «Пора». В 2007 году был демонтирован неизвестными, но потом был возвращён на место. В декабре 2009 года из-за непогоды и некачественного крепления памятник упал, после чего его передали на хранение местному отделению «ВО Свобода». 30 июня 2011 года Харьковский окружной административный суд удовлетворил прошение Харьковского горсовета о запрете проведения акции повторной установки памятника. |
| «Героям, погибшим за свободу и независимость Украины», памятный знак      | 2014          | 2020          | в сквере за площадью Свободы                                                                                     | Памятный знак «Героям, погибшим за свободу и независимость Украины» | Памятный знак героям, погибшим за свободу и независимость Украины, был установлен 7 декабря 2014 года в сквере за площадью Свободы. Был демонтирован в ходе реконструкции сквера. |
| Горькому Максиму                                                          | 1980, 2006    | 2011          | В Парке Горького возле центрального входа                                                                        | Памятник Максиму Горькому                                           | Памятник Максиму Горькому был установлен в 1980 году, автор — скульптор Л. Е. Белостоцкий. Разрушен в 1999 году, но был восстановлен за счёт городских властей и торжественно открыт 23 августа 2006 года. Был снова демонтирован в 2011 году в ходе реконструкции парка. В 2012 году на месте памятника Горького теперь стоит стеклянная белка. Скульптура Горького перенесена в село Подворки, на территорию Куряжской колонии для несовершеннолетних, куда Максим Горький часто приезжал к воспитанникам Макаренко. |
| Горькому Максиму                                                          | 1950          | 2019          | в Ново-Баварском сквере возле центрального входа                                                                 | Памятник Максиму Горькому                                           | Памятник русскому писателю Максиму Горькому был установлен в Ново-Баварском сквере в 1950 году. Отреставрирован в 2012 году в ходе реконструкции парка. Архитектор — А. Ю. Белостоцкий. В декабре 2019 г. был разрушен неизвестными. |
| «Из искры возгорится пламя», в честь первой маёвки                        | 1981          | 2020          | в Митрополичьем сквере                                                                                           | «Из искры возгорится пламя», в честь первой маёвки                  | Памятный знак, посвящённый Первой маёвке в Харькове, которая прошла в 1900 году. Материал — нержавеющая сталь и красный полированный гранит. Архитекторы Ю. Никулин, Ю. Муригин, С. Рябко, Э. Черкасов. Был установлен в 1981 году в сквере Первой маёвки возле Благовещенской площади. Был демонтирован в сентябре 2020 г. в ходе реконструкции сквера. Сквер был переименован в честь митрополита Никодима, памятник которому занял место скульптуры. |
| Жукову Георгию маршалу, бюст                                              | 1994          | 2022          | на проспекте Петра Григоренко (бывш. Маршала Жукова)                                                             | Памятник Маршалу Жукову                                             | Бюст советского военного и государственного деятеля, Маршала, четырежды Героя СССР, одного из известнейших командующих Великой Отечественной войны Г. К. Жукова был установлен в 1994 году на проспекте его имени. 2 июня 2019 года был снесён представителями ряда организаций, 7 июля 2019 года памятник был восстановлен городскими властями. 17 апреля 2022 года бюст был окончательно демонтирован. |
| Инспектору ГАИ                                                            | 2001          | 2016          | ул. Ахиезеров (бывш. Халтурина), 28                                                                              | Памятник инспектору ГАИ                                             | Памятник инспектору ГАИ установлен в 2001 году у Московского районного отделения ГУМВД. Напротив основной скульптуры на дорожном ограждении также были установлены 33 миниатюрных фигурки инспекторов ГАИ, отдающих честь. Автор скульптурной группы — Сейфаддин Гурбанов. В 2004 году фигуры были демонтированы. В 2009 году скульптуры были восстановлены, по словам скульптора, они были отлиты из остатков танка с Завода имени Малышева. Вечером 29 апреля 2016 года водитель автомобиля BMW превысил скорость и не справившись с управлением сбил памятник. |
| Кирову Сергею, бюст                                                       | 1960          | 2015          | на площади Оборонный Вал (бывш. Фейербаха)                                                                       | Пам’ятник Сергієві Кірову                                           | Бюст советского партийного деятеля Сергея Кирова был установлен в 1960 году в центре площади Фейербаха, рядом с УкрГУЖТ. Автор памятника — В. В. Савченко. Был снесён в ночь на 18 мая 2015 года после принятия на Украине закона о запрете коммунистической символики. На пьедестале памятника теперь установлено железнодорожное колесо. |
| Кирову Сергею, бюст                                                       | 1957          | 2014          | на территории завода Турбоатом                                                                                   | Памятник Сергею Кирову                                              | Первый в Харькове бюст советского партийного деятеля Сергея Кирова. Скульптор — В. М. Савченко. Изначально памятник находился напротив административного здания завода Турбоатом по ул. Энергетической, в декабре 2014 года он был перенесён на территорию завода. На месте бюста был установлен памятник паровой турбине — основной продукции завода. |
| Кисе Воробьянинову, скульптура                                            | 2016          | 2019          | на ул. Ярослава Мудрого (бывш. Петровского), 21                                                                  | ул. Ярослава Мудрого, 21                                            | Второй памятник персонажу романа «Двенадцать стульев» Кисе Воробьянинову был открыт 1 апреля 2016 года возле кафе на ул. Ярослава Мудрого, 21. Автор скульптуры — Катиб Мамедов. В качестве прототипа Кисы Воробьянинова был использован образ, который воплотил Сергей Филиппов в кинофильме 1971 г. В 2019 г. памятник был перенесён в Одессу. |
| Кисе Воробьянинову                                                        | 2003          | 2024          | на ул. Ярослава Мудрого (бывш. Петровского), 21                                                                  | ул. Ярослава Мудрого, 21                                            | Памятник персонажу романа Ильфа и Петрова «Двенадцать стульев» Кисе Воробьянинову открыт 12 декабря 2003 года возле кафе на ул. Ярослава Мудрого, 21. Автор скульптуры литературного героя с протянутой шляпой, прототипом которого стал актёр Анатолий Папанов из телефильма 1976 г. — Эльданиз Гурбанов. |
| Котлову Ивану, бюст                                                       | 1985          | 2015          | на ул. Большой Панасовской (бывш. Котлова), 81                                                                   | Памятник Ивану Котлову                                              | Памятник И. Ф. Котлову был установлен в 1985 году. Авторы — скульптор Б. П. Корольков и архитектор М. Д. Колл. Был снесён в ночь на 18 мая 2015 года после принятия на Украине закона о запрете коммунистической символики. |
| Ленину Владимиру                                                          | 1963          | 2014          | на площади Свободы                                                                                               | Памятник Ленину (Площадь Свободы)                                   | Памятник вождю пролетариата Ленину был установлен в 1963 году. Авторы — скульпторы М. Вронский, А. Олейник и архитектор А. Сидоренко. В июле-августе 2009 года был проведён первый капитальный ремонт памятника. Снесён 28 сентября 2014 года. |
| Ленину Владимиру                                                          | 1946          | 2014          | на Ново-Баварском (бывш. Ильича) проспекте, 77 (возле Культурно-делового центра «Новая Бавария»)                 | Памятник Ленину (Ново-Баварский проспект)                           | Памятник Владимиру Ленину был установлен перед Культурно-деловым центром «Новая Бавария» (бывший ДК им. Ильича). Снесён неизвестными в ночь на 7 октября 2014 года. |
| Ленину Владимиру                                                          |               | 2014          | Перед зданием вокзала станции Основа                                                                             | Памятник Ленину (Ново-Баварский проспект)                           | Памятник Владимиру Ленину был установлен на привокзальной площади станции Основа. Снесён неизвестными в ночь на 7 октября 2014 года. |
| Ленину Владимиру                                                          | 1948          | 2014          | просп. Архитектора Алёшина (бывш. Орджоникидзе), 7                                                               | Памятник Ленину (пр. Орджоникидзе                                   | Памятник Владимиру Ленину был установлен в 1948 году возле здания районного суда по просп. Архитектора Алёшина (бывш. Орджоникидзе), 7. В ночь на 12 сентября 2014 года разрушен неизвестными. |
| Ленину Владимиру                                                          | 1964          | 2014          | ул. Большая Гончаровская, парк «Свет шахтёра»                                                                    | Памятник Ленину, парк завода «Свет Шахтёра»                         | Памятник Владимиру Ленину был установлен в 1964 году на территории парка завода «Свет Шахтёра» (Карповский сад). Разрушен 12 сентября 2014 года. |
| Ленину Владимиру                                                          | 1979          | 2016          | ул. Михаила Комарова (бывш. Тархова), 3                                                                          | Памятник Ленину (ул. Сергея Тархова)                                | Памятник Владимиру Ленину был установлен в 1979 году недалеко от заброшенного ДК бывшего Харьковского высшего военного авиационного училища лётчиков. Памятник был в полуразрушенном состоянии, окончательно снесён 6 февраля 2016 года. |
| Ленину Владимиру                                                          | 1970          | 2015          | территория ХАИ                                                                                                   |                                                                     | Памятник Владимиру Ленину был установлен в 1970 году на территории Национального аэрокосмического университета им. Н. Е. Жуковского «Харьковский авиационный институт». Был снесён в ночь на 19 апреля 2015 года после принятия на Украине закона о запрете коммунистической символики. |
| Ленину Владимиру                                                          | 1967          | 2015          | территория ХПИ                                                                                                   | Памятник Ленину (ХПИ)                                               | Памятник Владимиру Ленину был установлен в 1967 году на территории Национального технического университета «Харьковский политехнический институт». Скульптор — В. М. Савченко, архитектор — А. П. Павленко. Памятник был нетипичен тем, что изображал Владимира Ульянова в образе студента. Был снесён в ночь на 19 апреля 2015 года после принятия на Украине закона о запрете коммунистической символики. |
| Ломоносову Михаилу, бюст                                                  | 2002          | 2024          | просп. Тракторостроителей, 55                                                                                    | Памятник Михаилу Ломоносову                                         | Памятник русскому учёному и историку Михаилу Ломоносову установлен 25 января 2002 года перед зданием городского детского Дворца культуры. Скульптура работы Александра Табатчикова была отлита ещё в 1988 году, но решение об её установке было принято только в августе 2001 года. Памятник был демонтирован 4 июня 2024 года. |
| Малышеву Вячеславу, бюст                                                  | 1957          | 2024          | на ул. Георгия Тарасенко (бывш. Плехановской), 126                                                               | Пам’ятник В’ячеславу Малишеву                                       | Памятник советскому партийному деятелю Вячеславу Малышеву открыт в 1957 году. Авторы памятника — скульптор В. М. Савченко, архитектор А. П. Павленко. Бюст был демонтирован 21 августа 2024 года. |
| Невскому Александру                                                       | 2004          | 2022          | на пересечении Салтовского шоссе и ул. Академика Павлова                                                         | Памятник Александру Невскому                                        | Памятник русскому полководцу Александру Невскому был открыт 20 августа 2004 года в сквере напротив 15-й больницы. Автор трёхметровой медной фигуры — харьковский скульптор Сейфаддин Гурбанов. 19 мая 2022 года памятник был демонтирован. |
| Независимости, монумент                                                   | 2001          | 2012          | пл. Павловская (бывш. Розы Люксембург)                                                                           | Монумент в честь Независимости Украины                              | Монумент в честь Независимости Украины был торжественно открыт в 10-ю годовщину Независимости государства (24 августа 2001 года). Монумент представлял собой 16-метровую бронзовую колонну с фигурой сокола на вершине, крылья которого сложены в форме трезубца. Образом для фигуры девочки, которая была размещена возле подножия колонны, послужила 10-летняя Дарина Стрелец — первый ребёнок, который родился в Харькове после провозглашения Независимости Украины 24 августа 1991 года. Памятник дополнен десятью флагштоками с государственными флагами. Монумент, который находился на площади Розы Люксембург, был демонтирован 3 июля 2012 года в связи с реконструкцией площади. |
| Никитиной Галине, бюст                                                    | 1968          | 2025          | во дворе домов № 44 та № 46 по ул. Мироносицкой                                                                  | Бюст Галины Никитиной                                               | Памятник связной подпольного обкома ЛКСМУ в Харькове Галине Никитиной (1917—42), казнённой во время немецкой оккупации Харькова. Находится во дворе домов № 44 и № 46 по ул. Мироносицкой, недалеко от перекрёстка с улицей Ярослава Мудрого (бывш. Петровского). Малоизвестный из-за своего месторасположения. |
| Орджоникидзе Серго                                                        | 1956          | 2015          | перед административным корпусом Харьковского тракторного завода (просп. Героев Харькова (бывш. Московский), 275) | Памятник Орджоникидзе                                               | Памятник профессиональному революционеру и советскому государственному деятелю Г. К. Орджоникидзе (Серго Орджоникидзе) был установлен в 1956 году. Автор — скульптор С. Тоидзе. Снесён неизвестными в ночь на 11 апреля 2015 года после принятия на Украине закона о запрете коммунистической символики. |
| «Орлёнок», обелиск                                                        | 1978          | 2023          | в Парке «Юность»                                                                                                 | Обелиск «Орлёнок»                                                   | Обелиск «Орлёнок» был установлен в парке «Юность» со стороны улицы Полтавский Шлях. Демонтирован в июле 2023 года. |
| Островскому Николаю, бюст                                                 | 1968          | 2022          | на ул. Георгия Тарасенко (бывш. Плехановской), 151                                                               | Бюст Николая Островского                                            | Бюст советского писателя Николая Островского. Находился возле школы № 94. Скульпторы — Жуковская Л. Г., Сова Д. Г.; архитектор — Васильев В. Ф. Демонтирован в феврале 2022 года. |
| Островскому Николаю, бюст                                                 |               | 2023          | на ул. Чернышевской, 15                                                                                          | Погруддя Миколи Островського                                        | Бюст советского писателя Николая Островского был установлен перед зданием на ул. Чернышевской, 15, где размещено несколько организаций, в том числе Харьковская городская художественная галерея и библиотека. Автор — скульптор Я. И. Жуковская. Был демонтирован в начале января 2023 года. |
| Первой учительнице                                                        | 2002          | 2022          | на территории ХНПУ им. Сковороды                                                                                 | Памятник Первой учительнице                                         | Памятник первой учительнице открыт 4 октября 2002 года на территории Харьковского национального педагогического университета имени Сковороды. Скульптура изготовлена из бронзы и гранита и изображает учительницу с книгой в руке, рядом с которой за партой сидит ученица. Памятник сооружён за счёт меценатов, авторы — скульптор Сейфаддин Гурбанов и архитектор Шкодовский Юрий Михайлович. Весной 2022 г. памятник был демонтирован сотрудниками университета и перенесён в безопасное место. |
| Петровскому Григорию, бюст                                                | 1964          | 2017          | просп. Героев Харькова (бывш. Московский), 118, на территории Харьковского велозавода                            | Бюст Ярослава Мудрого Г. И.                                         | Бюст Григория Ивановича Петровского уроженца Харькова, советского государственного и политического деятеля. Находился на территории Харьковского велозавода. Теперь та территория застроена жилим кварталом. Скульпторы Л. Г. Жуковская, Д. Г. Сова, С. Якубович. |
| Постышеву Павлу, бюст                                                     | 1977          | 2015          | на ул. Георгия Тарасенко (бывш. Плехановской), 77                                                                | Памятник Павлу Постышеву                                            | Памятник советскому партийному деятелю Павлу Постышеву был открыт в 1977 году. Авторы памятника — скульпторы Якубович С. А. и Б. П. Корольков, архитекторы В. К. Кузнецов и Е. Ю. Черкасов. Снесён в ночь на 31 января 2015 года. |
| Провозглашению Советской власти на Украине в Харькове, монумент           | 1975          | 2011          | пл. Конституции                                                                                                  |                                                                     | Монумент в честь провозглашения Советской власти на Украине в Харькове был сооружён в 1975 году. Авторы — скульпторы В. Агибалов, Я. Рык, М. Овсянкин. В начале сентября 2011 года памятник был демонтирован в ходе реконструкции площади Конституции. |
| Пушкину Александру, бюст                                                  | 1904          | 2022          | в сквере на Театральной площади                                                                                  | Памятник Александру Пушкину                                         | Памятник-бюст русскому поэту А. С. Пушкину был установлен в 1904 году. Автор бюста — скульптор Б. Эдуардс. Бюст был демонтирован 9 ноября 2022 года по решению Харьковского городского совета и отправлен на ответственное хранение. Постамент был демонтирован 4 июня 2024 года. |
| Работникам метрополитена «Символ ночного изнурительного подземного труда» | 2009          | 2011          | ул. Рождественская (бывш. Энгельса), 29, возле Главного управления КП «Харьковский метрополитен»                 | Памятник работникам метрополитена                                   | Памятник был установлен 11 августа 2009 года в честь 34-летия открытия Харьковского метрополитена в вестибюле станции «Университет». Его изготовили работники метрополитена в свободное от работы время из металлолома. Поскольку памятник находился на пути возможной эвакуации людей со станции в случае ЧП, его со временем демонтировали, и с ноября 2010 года он находился возле входа в здание Главного управления КП «Харьковский метрополитен». Имел много народных названий: «железный дровосек», «убитый рельсой», «памятник замученному метростроителю», «железное чудовище». В 2011 году был демонтирован. |
| Рабочим паровозных мастерских, которые погибли в борьбе за власть Советов | 1923          |               | на пересечение ул. Озерянской (бывш. Муранова) и Гиевской                                                        | Памятник рабочим паровозных мастерских                              | Памятный знак был установлен к шестой годовщине Октябрьской революции в честь рабочих паровозных мастерских, которые погибли во время боёв. На памятном знаке указаны семь фамилий рабочих. Был демонтирован после принятия на Украине закона о запрете коммунистической символики. |
| Рудневу Николаю                                                           | 1959          | 2015          | на площади Героев Небесной Сотни (бывшей площади Руднева)                                                        | Памятник Н. О. Рудневу, Герою гражданской войны, Харьков            | Памятник был установлен в 1959 году. Авторы — скульптор В. П. Воловик и архитектор В. Д. Якименко. Представлял собой бронзовую скульптуру революционера Николая Руднева на гранитном постаменте. Снесён неизвестными в ночь на 11 апреля 2015 года после принятия на Украине закона о запрете коммунистической символики. |
| Свердлову Якову, бюст                                                     | 1958          | 2015          | на ул. Полтавский шлях (бывшая улица Свердлова), 22а                                                             | Бюст Якова Свердлова                                                | Памятник российскому революционеру, советскому государственному и политическому деятелю Я. М. Свердлову был установлен в 1958 году. Авторы — скульптор Я. И. Рык и архитектор А. П. Павленко. Снесён неизвестными в ночь на 11 апреля 2015 года после принятия на Украине закона о запрете коммунистической символики. |
| Серко Ивану, памятный знак                                                | 2014          | 2018          | в Сквере Победы                                                                                                  | Памятник Ивану Серко                                                | Памятный знак кошевому атаману Запорожской Сечи Ивану Серко был установлен 24 августа 2014 года в Сквере Победы. Памятный знак был разрушен в ночь на 24 января 2018 г., 22 февраля его остатки были демонтированы. |
| Сковороде Григорию                                                        | 2012          | 2022          | на ул. Валентиновской (бывш. Блюхера), 2                                                                         | Памятник Григорию Сковороде (Педагогический Университет)            | Второй памятник философу и писателю Григорию Сковороде был открыт 9 октября 2012 года возле здания Педагогического университета, который носит его имя. Автор памятника — скульптор Сейфаддин Гурбанов. Памятник был частично разрушен в результате ракетного удара по педагогическому университету 6 июля 2022 года в период российско-украинской войны. |
| Тихонову Николаю, бюст                                                    | 1985          | 2023          | в сквере им. Тихонова (справа от Купеческого моста через Лопань)                                                 | Памятник Тихонову Николаю в Харькове                                | Памятник Председателю Совета Министров СССР Н. А. Тихонову был сооружён в 1985 году. Авторы — скульптор И. М. Рукавишников, архитектор Г. М. Макаревич. Памятник представлял собой бронзовый бюст, установленный на гранитном пьедестале. |
| Хемингуэю Эрнесту                                                         | 2012          | 2022          | ул. Свободы (бывш. Иванова), 8                                                                                   | Памятник Эрнесту Хемингуэю                                          | Памятник писателю Эрнесту Хемингуэю был установлен в 2012 году возле арт-паба «Старик Хэм» на ул. Свободы, 8. Скульптор — Александр Шамрай. 14 марта 2022 года здание было разрушено вместе со скульптурой в результате ракетного удара в период российско-украинской войны. |
| Щербинину Евдокиму, бюст                                                  | 2004          | 2022          | возле здания Харьковской облгосадминистрации (ул. Сумская, 64)                                                   | Памятник Щербинину Евдокиму                                         | Бюст в честь первого губернатора Слободско-Украинской губернии Щербинина Евдокима Алексеевича был установлен 20 августа 2004 года. Авторы памятника: Александр Ридный, скульптор Анна Иванова, архитектор Юрий Шкодовский. Памятник был демонтирован после ракетного удара по зданию Харьковской областной государственной администрации 30 августа 2022 г. |
| Эллочке-людоедке, скульптура                                              | 2006          | 2024          | на ул. Ярослава Мудрого (бывш. Петровского), 21                                                                  | памятник Эллочке-людоедке                                           | Памятник персонажу романа Ильфа и Петрова «Двенадцать стульев» Эллочке-людоедке открыт 1 апреля 2006 года около кафе на ул. Ярослава Мудрого (бывш. Петровского), 21. Автор скульптуры литературной героине — скульптор Катиб Мамедов. Прототип- актриса Елена Шанина. |